# Cody Fajardo
(en) Statistiques sur pro-football-reference
(en) Statistiques sur statscrew
Cody Michael Fajardo (né le 29 mars 1992) est un joueur américain de football canadien.
Il joue depuis 2016 au poste de quart-arrière (quarterback en anglais) dans la Ligue canadienne de football.
Il porte successivement les couleurs des Argonauts de Toronto, des Lions de la Colombie-Britannique, des Roughriders de la Saskatchewan et depuis 2023, les Alouettes de Montréal.
Il remporte la coupe Grey en 2017 avec Toronto et en 2023 avec Montréal. Il se voit décerner le trophée Jeff-Nicklin du meilleur joueur de la division Ouest en 2019.

## Biographie

### Jeunesse
Né à Brea en Californie, Cody Fajardo fréquente l'école secondaire catholique Servite High School (en) d'Anaheim. Lors de sa dernière année, il remporte le championnat d'État et est désigné meilleur joueur de l'année en Californie.

### Wolf Pack du Nevada
Il étudie à l'université du Nevada à Reno où il joue dans l'équipe de football américain du Wolf Pack. Il y est le quarterback titulaire pendant quatre saisons, succédant à ce poste à Colin Kaepernick.

### National Football League
Après avoir été ignoré lors de la draft (repêchage) 2015 de la NFL, il fait un essai avec les Raiders d'Oakland mais n'est pas gardé,.

### Argonauts de Toronto
En octobre 2015, Fajardo est recruté par les Argonauts de Toronto et assigné à l'équipe d'entraînement, puis au printemps suivant il y signe un contrat régulier. Il joue peu en 2016, mais devient le second quart-arrière en 2017 derrière Ricky Ray (en). Il est surtout utilisé dans les situations de court gain. Cette année-là, il remporte sa première coupe Grey.

### Lions de la Colombie-Britannique
Devenu agent libre après la saison, il rejoint les Lions de la Colombie-Britannique en 2018 mais y joue peu.

### Roughriders de la Saskatchewan
De nouveau agent libre après la saison, il signe cette fois chez les Roughriders de la Saskatchewan. Pressenti comme le substitut de Zach Collaros, il doit assumer le rôle de titulaire quand ce dernier se blesse lors du premier match mettant un terme à sa saison. Fajardo connaît une excellente saison. Il mène son club à la première place de la division Ouest, est sélectionné dans l'équipe d'étoiles de la ligue et est désigné joueur par excellence de sa division.
Le 5 janvier 2021, il signe une extension de contrat portant jusqu'au terme de la saison 2022. Il est désigné titulaire pour la saison 2021 et termine avec un bilan de 9 victoires pour 5 défaites, permettant à son équipe de gagner en prolongation 33 à 30 le match des séries éliminatoires joué à domicile contre les Stampeders de Calgary malgré ses quatre passes interceptées. Il perd ensuite la finale de la division Ouest contre les futurs champions, les Blue Bombers de Winnipeg.
Le 11 janvier 2022, Fajardo et les Roughriders s'accordent sur une restructuration de contrat pour la saison 2022. Après avoir remporté quatre des cinq premières rencontres, les Roughriders perdent neuf des onze matchs suivants, renvoyant Fajardo sur la banc dès l'avant-dernier match de la saison.

### Alouettes de Montréal
À l'expiration de son contrat, Fajardo signe en février 2023 avec les Alouettes de Montréal un contrat d'une durée de deux ans.
En tant que titulaire, Fajardo affiche un bilan de 9 victoires pour 7 défaites et permet à son équipe de se qualifier et remporter la 110e coupe Grey jouée à Hamilton contre les Blue Bombers de Winnipeg (28-24). Il y est désigné joueur par excellence de la coupe Grey (en), y inscrivant trois touchdown à la passe dont celui de la victoire en trouvant, à 13 secondes de la fin, Tyson Philpot (en). Avant la finale, Fajardo, avait surpris ses coéquipiers en prononçant un discours inhabituel, passionné et chargé de jurons afin d'attirer toute leur attention.

## Trophées et honneurs
- NCAA[22] : 
  - Glenn Davis Award (en) : 2009.
  - Meilleur freshman (joueur de première année) de la saison en Western Athletic Conference : 2011 ;

- LCF :
  - Vainqueur de la coupe Grey : 2017 ;
  - Équipe d'étoiles de la LCF : 2019 ;
  - Équipe d'étoiles de la division Ouest : 2019 ;
  - Trophée Jeff-Nicklin (joueur par excellence de la division Ouest) : 2019 ;
  - Meilleur passeur au nombre de verges de la LCF: 2019[23].
  - Vainqueur de la coupe Grey : 2023
  - Joueur par excellence de la coupe Grey : 2023[24]

## Vie privée
Fajardo, sa femme Laura et son fils habitent à Reno dans le Nevada. Catholique, il assiste régulièrement à la messe en cours de saison, à la basilique Saint-Patrick de Montréal. Lorsqu'il jouait pour Saskatchewan, il fréquentait la paroisse Christ the King de Regina.